# Liste des logiciels SIP
Cette liste de logiciels SIP décrit les logiciels qui utilisent SIP comme protocole de voix sur réseau IP (téléphonie sur Internet). Certains permettent également la visioconférence.

## Serveurs SIP

### Logiciels Libres
- Asterisk, logiciel de PABX qui supporte entre autres SIP, IAX, MGCP et H323.
- trixbox, distribution prêt à l'emploi, qui utilise Asterisk
- Elastix, distribution prêt à l'emploi, qui utilise Asterisk
- OpenSER (disponibles dans la majorité des distributions Linux), forké en OpenSIPS et Kamailio, contient une passerelle Jabber et gère l'authentification TLS, licence GPL
- OfficeSIPS, serveur SIP pour un usage professionnel.
- SIP Express Router (SER), licence GPL.
- GNU SIP Witch, serveur de voix sur IP en peer to peer utilisant une implémentation du protocole SIP comme solution de routage.
- FreeSWITCH, serveur SIP assez peu connu en France.
- SvSIP, un logiciel permettant de téléphoner avec SIP sur Nintendo DS, créé en 2007.
- XiVO, distribution prêt à l'emploi, qui utilise Asterisk développement dynamique par itération (SCRUM) nouvelle version tous les 15 jours.
- Wazo Platform, distribution prêt à l'emploi, qui utilise Asterisk et Kamailio: une plate‐forme Telecom programmable[1].

### Logiciels propriétaires
- 3CX Phone System. Serveur IPBX SIP sous Windows et Linux
- Cisco SIP Proxy Server (arrivé en fin de commercialisation le 31/05/2007 et en fin de vie le 31/05/2010 (EoS and EoL Announcement for the Cisco SIP Proxy Server)
- Eyeball SIP Proxy Server
- Sipleo (serveur PABX-IP & SIP Windows)
- PhonerLite, traduit dans 5 langues, avec une interface rudimentaire c'est le plus simple des clients SIP. Outre ses fonctions de VoIP, il intègre la gestion d'un annuaire au format CVS, l'envoi de SMS, ainsi que les statistiques de la connexion
- Microsoft Office Communications Server
- M2MSoft S5000, SIP Proxy Server et IPBX Linux ou Windows
- Thinkro System CallBox. Serveur IPBX SIP, plateforme de communications unifiées, conférences et réunions en ligne
- Axon de NCH software. Serveur IPBX SIP sous Windows
- Wildix sarl WGW series Unified communication platform up to 5000 users on a single server. Up to 65535 users on WMS network

## Clients SIP

### Logiciels libres
- Ekiga, préalablement nommé GnomeMeeting (GNU/Linux et Windows), gère voix et vidéo. Licence GPL.
- KPhone, utilise les bibliothèques Qt. Licence GPL.
- Jami, anciennement SFLPhone puis Ring, client multi-plateformes, GPLv3.
- Jitsi, anciennement nommé SIP Communicator, en Java et sous licence LGPL. Gère aussi les protocoles Facebook, GoogleTalk, XMPP, Windows Live, Yahoo!, AIM et ICQ
- Linphone, voix et vidéo, utilise les bibliothèques GTK+.
- MicroSIP, voix, vidéo et texte, utilise la bibliothèque PJSIP. Licence GPL.
- QuteCom (précédemment WengoPhone) logiciel basé sur SIP et client de messagerie instantanée ; fonctionne sous Windows, Mac et Linux (licence GPL).
- SIPdroid, client Android, il permet de se connecter aux serveurs SIP, via Wi-Fi ainsi que 2G/3G[2], GPLv3
- SymPhonie, un client SIP pour Mac (beta). Licence GPL.
- Telephone, un client SIP pour macOS. GPLv3.
- Twinkle, logiciel SIP sous Linux (licence GPL).

| Logiciel                          | Système d'exploitation                  | Flux               | Protocole                                                        |
| --------------------------------- | --------------------------------------- | ------------------ | ---------------------------------------------------------------- |
| Asterisk                          | GNU/Linux, macOS                        | audio, vidéo       | SIP, H.323, IAX                                                  |
| Ekiga (anciennement GnomeMeeting) | GNU/Linux, Windows                      | audio, vidéo, chat | SIP, H.323                                                       |
| FreeSWITCH                        | Unix, Windows, Sun Solaris, macOS       | audio, vidéo, chat | SIP, SIMPLE, XMPP, GoogleTalk (Jingle)), H.323, IAX, MRCP, Skype |
| Jabbin                            | GNU/Linux, Windows                      | audio, chat        | JabberAndroid                                                    |
| Jami                              | GNU/Linux, macOS, Windows, iOS, Android | audio, vidéo, chat | SIP, DHT                                                         |
| Jitsi                             | GNU/Linux, Windows, macOS (Java)        | audio, vidéo, chat | SIP, Jabber                                                      |
| KPhone                            | GNU/Linux                               | audio, vidéo, chat | SIP                                                              |
| Linphone                          | GNU/Linux, Windows, macOS               | audio, vidéo, chat | SIP                                                              |
| Mumble                            | GNU/Linux, Windows                      | audio              |                                                                  |
| QuteCom                           | GNU/Linux, Windows, macOS               | audio, vidéo, chat | SIP, Jabber                                                      |
| SIPInside                         | Windows                                 | audio              | SIP                                                              |
| Telephone                         | macOS                                   | audio              | SIP                                                              |
| Twinkle                           | GNU/Linux                               | audio              | SIP, IAX                                                         |
| YATE                              | GNU/Linux, Windows                      | audio, vidéo, chat | SIP, Jingle, IAX, H.323                                          |

### Logiciels propriétaires
- Gizmo5 pour Windows XP, Windows 2000, macOS, Linux et Symbian OS
- Zoiper, gratuit, pour Windows, macOS et Linux
- Fring, gratuit, dédié à l'iPhone, android, symbian et Windows Mobile
- Pangolin, édité par PortSIP, gratuit, il fonctionne sous Windows. Compatible avec la Freebox
- SJphone, édité par SJLabs, gratuit, il fonctionne sous Windows, Linux et MAC et l'iPhone. Compatible avec la Freebox
- SIPInside, un client SIP gratuit qui fonctionne sous Windows.
- Microsoft Office Communicator, pour Windows
- Hogunsoft Cont@ct Center, pour Windows, logiciel de gestion de la relation client intégré
- 3CXPhone pour Windows, Android et Iphone
- Express Talk, pour Windows et Mac [3]
- Zero Distance  édité par Wildix sarl, visioconférence pour Windows Linux Mac

## Clients SIP GSM
Les sociétés ci-dessous développent toutes des logiciels. Dans le cas où la société propose un service de téléphonie (carte SIM, numéro de téléphone, paiement des communications par abonnement ou à la minute); leur logiciel est gratuit mais  ne permet pas d'utiliser un service de téléphonie tiers. Ces services payants permettent d'appeler les fixes/mobiles en local/internationale selon différentes modalités. Les logiciels sans abonnement sont payants et sont des clients qui permettent d'utiliser les services de téléphonie souscrit auprès d'un prestataire voip. Les prestataires voip sont compatibles selon les cas GSM RTC, H.323, SIP,  Jingle, skype, ICQ, google Talk.
La colonne interne oui signifie que le prestataire fournit le logiciel et le service pour téléphoner.
La colonne externe oui signifie que le prestataire fournit le logiciel et peut utiliser les paramètres d'un service de téléphonie.
| Logiciel                                                                 | PC              | Mobile                                                        | GSM/CDMA/UMTS  | Texte                                                                                                   | Audio                         | vidéo         | reseaux                      | service téléphonie interne | service téléphonie externe |
| ------------------------------------------------------------------------ | --------------- | ------------------------------------------------------------- | -------------- | --- | ----------------------------- | ------------- | ---------------------------- | -------------------------- | -------------------------- |
| logiciel sans abonnement téléphonique                                    |                 |                                                               |                | |                               |               |                              |                            |                            |
| fgVOIP                                                                   |                 | Blackberry OS 4 /5                                            | GSM / pas CDMA | non | SIP                           | non           | Wi-Fi                        | non                        | oui                        |
| 3CXPhone                                                                 | windows         | iPhone,Android                                                |                | non | SIP                           | non           | Wi-Fi, 3G                    | non                        | oui                        |
| fgVOIP                                                                   | non             | Blackberry OS 4 /5                                            |                | non | SIP                           | non           | Wi-Fi                        | non                        | oui                        |
| BlackVoip                                                                | non             | BlackBerry                                                    |                | non | SIP                           | non           | Wi-Fi, 3G                    | non                        | oui sip                    |
| Bria                                                                     | Android, iOS    | iPad 2, iPhone 4, iPod touch                                  |                | |                               |               |                              |                            |                            |
| logiciel avec utilisation de service voip externe                        |                 |                                                               |                | |                               |               |                              |                            |                            |
| FaceTime                                                                 | Mac             | iPad 2, iPhone 4, iPod touch                                  |                | oui chat                                                                                                | oui                           | oui video     | Wi-Fi, 3G                    | non                        | oui voip (plug in voip)    |
| fring                                                                    | non             | iPhone, symbian, Android                                      |                | twitter,skype(disparu),AIM, MSNLive,ICQ, Google Talk, Yahoo                                             | fringOut,SIP, skype(disparu), | oui (android) | Wi-Fi, 3G                    | oui (FringOut)             | non                        |
| Google Talk                                                              | windows         | iPhone, android, Blackberry                                   |                | oui |                               |               |                              | Wi-Fi, 3G, 4G              | oui/non(jingle)            |
| LibOn                                                                    |                 |                                                               |                | oui | oui                           | oui           |                              |                            | oui                        |
| logiciel propriétaire utilisable uniquement avec le service voip associé |                 |                                                               |                | |                               |               |                              |                            |                            |
| Truephone                                                                |                 | Symbian,Android                                               |                | Skype,Google Talk                                                                                       | Truephone Google Talk Skype   | non           | Wi-Fi                        | oui                        |                            |
| skype                                                                    | windows, Apple  | iPhone, PSP, Symbian,DECT,verizon(Android,blackberry)         |                | AIM, MSN, Google Talk, Yahoo                                                                            | skype                         | skype         | Wi-Fi (gratuit), 3G (payant) | oui(skypeout)              | non                        |
| Tango (en)                                                               |                 | iPhone                                                        |                | non | Tango (en)                    | oui           | Wi-Fi, 3G, 4G                |                            |                            |
| iskoot                                                                   | non             | BlackBerry                                                    |                | non | skype                         | non           |                              | oui                        | non                        |
| Google Talk                                                              | windows, Flash, | iPhone, android, Blackberry                                   |                | audio, chat                                                                                             | voip,Google Talk              |               | Wi-Fi, 3G, 4G                | oui                        | non                        |
| Google Voice                                                             |                 | Android,BlackBerry,iPhone,Palm webOS ,Nokia S60               |                | |                               |               | Wi-Fi, 3G, 4G                | oui                        | non                        |
| logiciel avec ou sans abonnement téléphonique                            |                 |                                                               |                | |                               |               |                              |                            |                            |
| Nimbuzz Mobile                                                           |                 | Java, Symbian, Windows Mobile, iPhone OS, Android, Blackberry |                | Nimbuzz,Windows Live Messenger, Yahoo Messenger!, Facebook chat,Google Talk/Orkut,AIM,MySpace,Hyves,ICQ | NimbuzzOut                    | non           | Wi-Fi, 3G                    | oui (NimbuzzOut)           | oui                        |
| Jumblo Mobile                                                            |                 | Symbian, Windows Phone, iOS, Android, Blackberry              |                | ? | SIP                           | non           | Wi-Fi, 3G                    | oui                        | oui                        |

- Fring n'est plus utilisable avec Skype
- Skype ne fonctionne que sur Android en Wi-Fi et Android Blackberry and wifi et 2G que sur le reseau verizon pour les abonnés américains.

## Clients SIP HTML5
Les clients SIP basés sur la norme HTML5 permettent d'utiliser un navigateur Web supportant le HTML5 pour établir des communications en SIP. Cela peut être directement avec le serveur SIP, via les Websocket, ou via un serveur intermédiaire et le protocole WebRTC, ou celui de Adobe Flash pour échanger le son et la vidéo avec l'utilisateur. Ce sont généralement des logiciels libres.
- JsSIP, bibliothèque en JavaScript comporte un module SIP via WebSocket, ainsi qu'un module WebRTC.
- Phono, plugin pour la bibliothèque JavaScript Jquery permettant de se connecter à un client SIP. mais également d'émettre des appels via WebRTC et de faire de la messagerie instantanée.
- SIP-JS, port en javascript du client SIP en Python, 39peers, un projet de téléphonie en pair à pair, permet d'utiliser WebRTC et Flash.
- SIMml5, client SIP HTML5 associé avec un ensemble de services d'échange côté serveur.